# Connecticut Open
Connecticut Open, dawniej Pilot Pen Tennis, New Haven Open at Yale – turniej tenisowy, poprzedzający bezpośrednio wielkoszlemowy US Open, rozgrywany na kortach twardych w amerykańskim New Haven. Pierwsza edycja rozegrana została w 1948 roku, a ostatnia – w 2018 roku.
Była to impreza rangi WTA Premier wśród kobiet. Turniej należał do serii US Open Series.
W latach 1981–2010 w zawodach rywalizowali również mężczyźni. W latach 1990–2004 grali w Long Island, a od 2005 do 2010 roku w New Haven.

## Mecze finałowe

### Gra pojedyncza kobiet
| Rok               | Miejsce                    | Zwyciężczyni               | Finalistka                 | Wynik                      |
| 2018              | New Haven                  | Aryna Sabalenka            | Carla Suárez Navarro       | 6:1, 6:4                   |
| 2017              | New Haven                  | Darja Gawriłowa            | Dominika Cibulková         | 4:6, 6:3, 6:4              |
| 2016              | New Haven                  | Agnieszka Radwańska        | Elina Switolina            | 6:1, 7:6(3)                |
| 2015              | New Haven                  | Petra Kvitová              | Lucie Šafářová             | 6:7(6), 6:2, 6:2           |
| 2014              | New Haven                  | Petra Kvitová              | Magdaléna Rybáriková       | 6:4, 6:2                   |
| 2013              | New Haven                  | Simona Halep               | Petra Kvitová              | 6:2, 6:2                   |
| 2012              | New Haven                  | Petra Kvitová              | Marija Kirilenko           | 7:6(9), 7:5                |
| 2011              | New Haven                  | Caroline Wozniacki         | Petra Cetkovská            | 6:4, 6:1                   |
| 2010              | New Haven                  | Caroline Wozniacki         | Nadieżda Pietrowa          | 6:3, 3:6, 6:3              |
| 2009              | New Haven                  | Caroline Wozniacki         | Jelena Wiesnina            | 6:2, 6:4                   |
| 2008              | New Haven                  | Caroline Wozniacki         | Anna Czakwetadze           | 3:6, 6:4, 6:1              |
| 2007              | New Haven                  | Swietłana Kuzniecowa       | Ágnes Szávay               | 4:6, 3:0 krecz             |
| 2006              | New Haven                  | Justine Henin-Hardenne     | Lindsay Davenport          | 6:0, 1:0 krecz             |
| 2005              | New Haven                  | Lindsay Davenport          | Amélie Mauresmo            | 6:4, 6:4                   |
| 2004              | New Haven                  | Jelena Bowina              | Nathalie Dechy             | 6:2, 2:6, 7:5              |
| 2003              | New Haven                  | Jennifer Capriati          | Lindsay Davenport          | 6:2, 4:0 krecz             |
| 2002              | New Haven                  | Venus Williams             | Lindsay Davenport          | 7:5, 6:0                   |
| 2001              | New Haven                  | Venus Williams             | Lindsay Davenport          | 7:6(6), 6:4                |
| 2000              | New Haven                  | Venus Williams             | Monica Seles               | 6:2, 6:4                   |
| 1999              | New Haven                  | Venus Williams             | Lindsay Davenport          | 6:2, 7:5                   |
| 1998              | New Haven                  | Steffi Graf                | Jana Novotná               | 6:4, 6:1                   |
| 1997              | Stone Mountain             | Lindsay Davenport          | Sandrine Testud            | 6:4, 6:1                   |
| 1996              | Turniej nie był rozgrywany | Turniej nie był rozgrywany | Turniej nie był rozgrywany | Turniej nie był rozgrywany |
| 1995              | Turniej nie był rozgrywany | Turniej nie był rozgrywany | Turniej nie był rozgrywany | Turniej nie był rozgrywany |
| 1994              | Stratton Mountain          | Conchita Martínez          | Arantxa Sánchez Vicario    | 4:6, 6:3, 6:4              |
| 1993              | Stratton Mountain          | Conchita Martínez          | Zina Garrison              | 6:3, 6:2                   |
| 1992              | San Antonio                | Martina Navrátilová        | Nathalie Tauziat           | 6:2, 6:1                   |
| 1991              | San Antonio                | Steffi Graf                | Monica Seles               | 6:4, 6:3                   |
| 1990              | San Antonio                | Monica Seles               | Manuela Maleewa-Fragniere  | 6:4, 6:3                   |
| 1989              | San Antonio                | Steffi Graf                | Ann Henricksson            | 6:1, 6:4                   |
| 1988              | San Antonio                | Steffi Graf                | Katerina Maleewa           | 6:4, 6:1                   |
| 1987 - 1970       | Turniej nie był rozgrywany | Turniej nie był rozgrywany | Turniej nie był rozgrywany | Turniej nie był rozgrywany |
| 1969              | Sacramento                 | Eliza Godwin               |                            |                            |
| 1968              | La Jolla                   | Maryna Godwin              |                            |                            |
| Początek Ery Open |                            |                            |                            |                            |
| 1967              | Sacramento                 | Jane Bartkowicz            |                            |                            |
| 1966              | La Jolla                   | Billie Jean King           | Patti Hogan                | 7:5, 6:0                   |
| 1965              | Sacramento                 | Rosie Casals               |                            |                            |
| 1964              | Sacramento                 | Kathy Harter               |                            |                            |
| 1963              | La Jolla                   | Darlene Hard               | Tory Ann Fretz             | 6:1, 8:6                   |
| 1962              | Seattle                    | Carol Hanks Aucamp         |                            |                            |
| 1961              | La Jolla                   | Nancy Richey               | Dorothy Knode              | 6:1, 6:1                   |
| 1960              | La Jolla                   | Katherine D. Chabot        |                            |                            |
| 1959              | Denver                     | Sandra Reynolds Price      |                            |                            |
| 1958              | La Jolla                   | Beverly Baker Fleitz       |                            |                            |
| 1957              | La Jolla                   | Beverly Baker Fleitz       |                            |                            |
| 1956              | La Jolla                   | Nancy Chaffee Kiner        |                            |                            |
| 1955              | La Jolla                   | Miriam Arnold              |                            |                            |
| 1954              | Salt Lake City             | Beverly Baker Fleitz       | Barbara Green              | 6:1, 6:3                   |
| 1953              | Salt Lake City             | Anita Kanter               |                            |                            |
| 1952              | Seattle                    | Mary Arnold Prentiss       |                            |                            |
| 1951              | Salt Lake City             | Patricia Canning Todd      |                            |                            |
| 1950              | Berkeley                   | Patricia Canning Todd      | Magda Rurac                | 6:2, 6:1                   |
| 1949              | San Francisco              | Doris Hart                 | Dorothy Head Knode         | 6:3, 6:4                   |
| 1948              | San Francisco              | Gertrude Moran             | Virginia Wolfenden Kovacs  | 2:6, 6:1, 6:2              |

### Gra podwójna kobiet
| Rok               | Miejsce                    | Zwyciężczynie                                      | Finalistki                                 | Wynik                      |
| 2018              | New Haven                  | Andrea Sestini Hlaváčková Barbora Strýcová         | Hsieh Su-wei Laura Siegemund               | 6:4, 6:7(7), 10–4          |
| 2017              | New Haven                  | Gabriela Dabrowski Xu Yifan                        | Ashleigh Barty Casey Dellacqua             | 3:6, 6:3, 10–8             |
| 2016              | New Haven                  | Sania Mirza Monica Niculescu                       | Kateryna Bondarenko Chuang Chia-jung       | 7:5, 6:4                   |
| 2015              | New Haven                  | Julia Görges Lucie Hradecká                        | Chuang Chia-jung Liang Chen                | 6:3, 6:1                   |
| 2014              | New Haven                  | Andreja Klepač Sílvia Soler Espinosa               | Marina Erakovic Arantxa Parra Santonja     | 7:5, 4:6, 10–7             |
| 2013              | New Haven                  | Sania Mirza Zheng Jie                              | Anabel Medina Garrigues Katarina Srebotnik | 6:3, 6:4                   |
| 2012              | New Haven                  | Liezel Huber Lisa Raymond                          | Andrea Hlaváčková Lucie Hradecká           | 4:6, 6:0, 10–4             |
| 2011              | New Haven                  | Chuang Chia-jung Wolha Hawarcowa                   | Sara Errani Roberta Vinci                  | 7:5, 6:2                   |
| 2010              | New Haven                  | Květa Peschke Katarina Srebotnik                   | Bethanie Mattek-Sands Meghann Shaughnessy  | 7:5, 6:0                   |
| 2009              | New Haven                  | Nuria Llagostera Vives María José Martínez Sánchez | Iveta Benešová Lucie Hradecká              | 6:2, 7:5                   |
| 2008              | New Haven                  | Lisa Raymond Květa Peschke                         | Sorana Cîrstea Monica Niculescu            | 4:6, 7:5, 10–7             |
| 2007              | New Haven                  | Sania Mirza Mara Santangelo                        | Cara Black Liezel Huber                    | 6:1, 6:2                   |
| 2006              | New Haven                  | Yan Zi Zheng Jie                                   | Lisa Raymond Samantha Stosur               | 6:4, 6:2                   |
| 2005              | New Haven                  | Lisa Raymond Samantha Stosur                       | Gisela Dulko Marija Kirilenko              | 6:2, 6:7(6), 6:1           |
| 2004              | New Haven                  | Nadieżda Pietrowa Meghann Shaughnessy              | Martina Navrátilová Lisa Raymond           | 6:1, 1:6, 7:6(4)           |
| 2003              | New Haven                  | Virginia Ruano Pascual Paola Suárez                | Alicia Molik Magüi Serna                   | 7:6(6), 6:3                |
| 2002              | New Haven                  | Daniela Hantuchová Arantxa Sánchez                 | Tathiana Garbin Janette Husárová           | 6:3, 1:6, 7:5              |
| 2001              | New Haven                  | Cara Black Jelena Lichowcewa                       | Jelena Dokić Nadieżda Pietrowa             | 6:0, 3:6, 6:2              |
| 2000              | New Haven                  | Julie Halard-Decugis Ai Sugiyama                   | Virginia Ruano Pascual Paola Suárez        | 6:4, 5:7, 6:2              |
| 1999              | New Haven                  | Lisa Raymond Rennae Stubbs                         | Jana Novotná Jelena Lichowcewa             | 4:6, 6:3, 6:0              |
| 1998              | New Haven                  | Alexandra Fusai Nathalie Tauziat                   | Jana Novotná Mariaan de Swardt             | 6:1, 6:0                   |
| 1997              | Stone Mountain             | Nicole Arendt Manon Bollegraf                      | Alexandra Fusai Nathalie Tauziat           | 6:7(5), 6:3, 6:2           |
| 1996              | Turniej nie był rozgryway  | Turniej nie był rozgryway                          | Turniej nie był rozgryway                  | Turniej nie był rozgryway  |
| 1995              | Turniej nie był rozgryway  | Turniej nie był rozgryway                          | Turniej nie był rozgryway                  | Turniej nie był rozgryway  |
| 1994              | Stratton Mountain          | Elizabeth Smylie Pam Shriver                       | Conchita Martínez Arantxa Sánchez Vicario  | 7:6(4), 2:6, 7:5           |
| 1993              | Stratton Mountain          | Elizabeth Smylie Helena Suková                     | Manuela Maleewa-Fragniere Mercedes Paz     | 6:1, 6:2                   |
| 1992              | San Antonio                | Martina Navrátilová Pam Shriver                    | Patty Fendick Andrea Strnadová             | 3:6, 6:2, 7:6(4)           |
| 1991              | San Antonio                | Patty Fendick Monica Seles                         | Jill Hetherington Kathy Rinaldi            | 7:6(2), 6:2                |
| 1990              | San Antonio                | Kathy Jordan Elizabeth Smylie                      | Gigi Fernández Robin White                 | 7:5, 7:5                   |
| 1989              | San Antonio                | Katrina Adams Pam Shriver                          | Patty Fendick Jill Hetherington            | 3:6, 6:1, 6:4              |
| 1988              | San Antonio                | Lori McNeil Helena Suková                          | Rosalyn Fairbank Gretchen Rush-Magers      | 6:3, 6:7(5), 6:2           |
| 1987 - 1970       | Turniej nie był rozgrywany | Turniej nie był rozgrywany                         | Turniej nie był rozgrywany                 | Turniej nie był rozgrywany |
| 1969              | Sacramento                 | Pam Austin Tam O’Shaughnessy                       |                                            |                            |
| 1968              | La Jolla                   | Patti Hogan Maryna Godwin                          |                                            |                            |
| Początek Ery Open |                            |                                                    |                                            |                            |

### Gra pojedyncza mężczyzn
| New Haven   |                       |                    |                  |
| Rok         | Zwycięzca             | Finalista          | Wynik            |
| 2010        | Serhij Stachowski     | Denis Istomin      | 3:6, 6:3, 6:4    |
| 2009        | Fernando Verdasco     | Sam Querrey        | 6:4, 7:6(4)      |
| 2008        | Marin Čilić           | Mardy Fish         | 6:4, 4:6, 6:2    |
| 2007        | James Blake           | Mardy Fish         | 7:5, 6:4         |
| 2006        | Nikołaj Dawydienko    | Agustín Calleri    | 6:4, 6:3         |
| 2005        | James Blake           | Feliciano López    | 3:6, 7:5, 6:1    |
| Long Island |                       |                    |                  |
| Rok         | Mistrz                | Finalista          | Wynik            |
| 2004        | Lleyton Hewitt        | Luis Horna         | 6:3, 6:1         |
| 2003        | Paradorn Srichaphan   | James Blake        | 6:2, 6:4         |
| 2002        | Paradorn Srichaphan   | Juan Ignacio Chela | 5:7, 6:2, 6:2    |
| 2001        | Tommy Haas            | Pete Sampras       | 6:3, 3:6, 6:2    |
| 2000        | Magnus Norman         | Thomas Enqvist     | 6:3, 5:7, 7:5    |
| 1999        | Magnus Norman         | Àlex Corretja      | 7:6(4), 4:6, 6:3 |
| 1998        | Patrick Rafter        | Félix Mantilla     | 7:6(3), 6:2      |
| 1997        | Carlos Moyá           | Patrick Rafter     | 6:4, 7:6(1)      |
| 1996        | Andrij Medwediew      | Martin Damm        | 7:5, 6:3         |
| 1995        | Jewgienij Kafielnikow | Jan Siemerink      | 7:6(0), 6:2      |
| 1994        | Jewgienij Kafielnikow | Cédric Pioline     | 5:7, 6:1, 6:2    |
| 1993        | Marc Rosset           | Michael Chang      | 6:4, 3:6, 6:1    |
| 1992        | Petr Korda            | Ivan Lendl         | 6:2, 6:2         |
| 1991        | Ivan Lendl            | Stefan Edberg      | 6:3, 6:2         |
| 1990        | Stefan Edberg         | Goran Ivanišević   | 7:6, 6:3         |

### Gra podwójna mężczyzn
| New Haven   |                                    |                                      |               |
| Rok         | Zwycięzcy                          | Finaliści                            | Wynik         |
| 2010        | Robert Lindstedt Horia Tecău       | Rohan Bopanna Aisam-ul-Haq Qureshi   | 6:4, 7:5      |
| 2009        | Julian Knowle Jürgen Melzer        | Bruno Soares Kevin Ullyett           | 6:4, 7:6(3)   |
| 2008        | Marcelo Melo André Sá              | Mahesh Bhupathi Mark Knowles         | 7:5, 6:2      |
| 2007        | Mahesh Bhupathi Nenad Zimonjić     | Mariusz Fyrstenberg Marcin Matkowski | 6:3, 6:3      |
| 2006        | Jonatan Erlich Andy Ram            | Mariusz Fyrstenberg Marcin Matkowski | 6:3, 6:3      |
| 2005        | Gastón Etlis Martín Rodríguez      | Rajeev Ram Bobby Reynolds            | 6:4, 6:3      |
| Long Island |                                    |                                      |               |
| Rok         | Mistrzowie                         | Finaliści                            | Wynik         |
| 2004        | Antony Dupuis Michaël Llodra       | Yves Allegro Michael Kohlmann        | 6:2, 6:4      |
| 2003        | Robbie Koenig Martín Rodríguez     | Martin Damm Cyril Suk                | 6:3, 7:6(4)   |
| 2002        | Mahesh Bhupathi Mike Bryan         | Petr Pála Pavel Vízner               | 6:3, 6:4      |
| 2001        | Jonathan Stark Kevin Ullyett       | Leoš Friedl Radek Štěpánek           | 6:1, 6:4      |
| 2000        | Jonathan Stark Kevin Ullyett       | Jan-Michael Gambill Scott Humphries  | 6:4, 6:4      |
| 1999        | Olivier Delaître Fabrice Santoro   | Jan-Michael Gambill Scott Humphries  | 7:5, 6:4      |
| 1998        | Julián Alonso Javier Sánchez       | Brandon Coupe Dave Randall           | 6:4, 6:4      |
| 1997        | Marcos Ondruska David Prinosil     | Mark Keil T.J. Middleton             | 6:4, 6:4      |
| 1996        | Luke Jensen Murphy Jensen          | Hendrik Dreekmann Aleksandr Wołkow   | 6:3, 7:6      |
| 1995        | Cyril Suk Daniel Vacek             | Rick Leach Scott Melville            | 5:7, 7:6, 7:6 |
| 1994        | Olivier Delaître Guy Forget        | Andrew Florent Mark Petchey          | 6:4, 7:6      |
| 1993        | Marc-Kevin Goellner David Prinosil | Arnaud Boetsch Olivier Delaître      | 6:7, 7:5, 6:2 |
| 1992        | Francisco Montana Greg Van Emburgh | Gianluca Pozzi Olli Rahnasto         | 6:4, 6:2      |
| 1991        | Eric Jelen Carl-Uwe Steeb          | Doug Flach Diego Nargiso             | 0:6, 6:4, 7:6 |
| 1990        | Guy Forget Jakob Hlasek            | Udo Riglewski Michael Stich          | 2:6, 6:3, 6:4 |